# Clermontia quadridentata
Clermontia quadridentata là một loài bọ cánh cứng trong họ Cerambycidae.